# Pīrgeh Bar-e Sīmīn
Pīrgeh Bar-e Sīmīn (persiska: پیرگه برسیمین, Pīrgeh-ye Bareh Sīmīn) är en ort i Iran.   Den ligger i provinsen Kermanshah, i den västra delen av landet, 500 km väster om huvudstaden Teheran. Pīrgeh Bar-e Sīmīn ligger 1 321 meter över havet och antalet invånare är 276.
Terrängen runt Pīrgeh Bar-e Sīmīn är varierad.Runt Pīrgeh Bar-e Sīmīn är det ganska tätbefolkat, med 60 invånare per kvadratkilometer. Närmaste större samhälle är Eslāmābād-e Gharb, 8,8 km nordväst om Pīrgeh Bar-e Sīmīn. Omgivningarna runt Pīrgeh Bar-e Sīmīn är i huvudsak ett öppet busklandskap.